# Knockando (Schottland)
Knockando (gälisch: Cnoc Cheannachd) ist ein kleines Dorf in der schottischen Council Area Moray. Es liegt am Ufer des Spey etwa 7 km westlich von Charlestown of Aberlour und 18 km südlich von Elgin.
Auf dem Kirchhof der 1759 errichteten Kirche von Knockando sind piktische Steine (Knockando 1 und 2) zu finden.
Knockando liegt inmitten der bedeutenden Whiskyregion Speyside. Mit Knockando, Tamdhu und Cardhu liegen drei Whiskybrennereien in Knockando. Die Knockando-Brennerei war die erste Whiskybrennerei in Schottland, die elektrisches Licht installierte.
Die Great North of Scotland Railway betrieb eine Eisenbahnlinie zwischen Boat of Garten und Craigellachie, die den Bahnhof von Knockando bediente. Die Linie wurde jedoch 1965 aufgegeben. Der Bahnhof von Knockando diente eine Zeit lang der Tamdhu-Brennerei als Besucherzentrum.

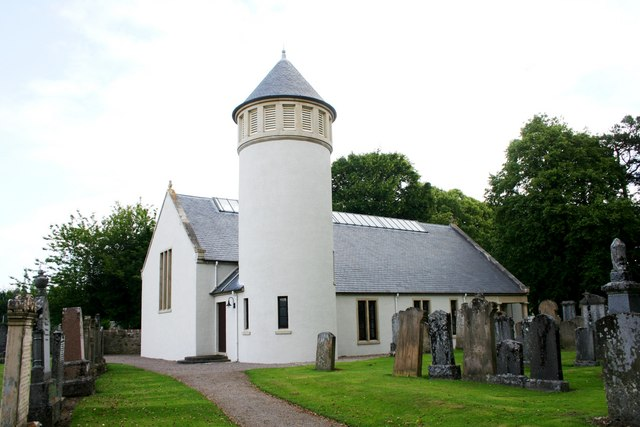
Kirche von Knockando
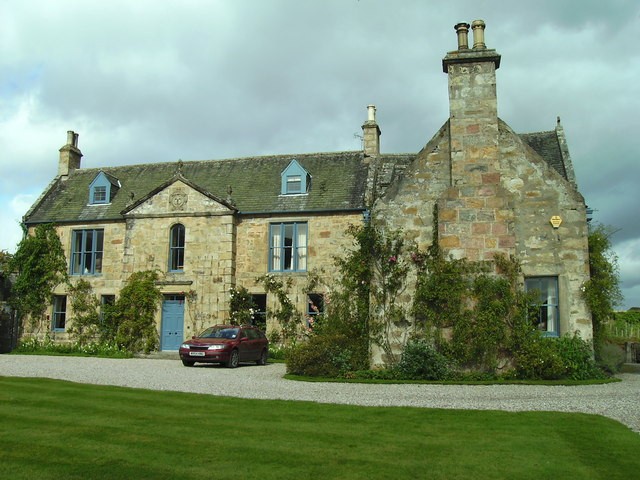
Knockando House
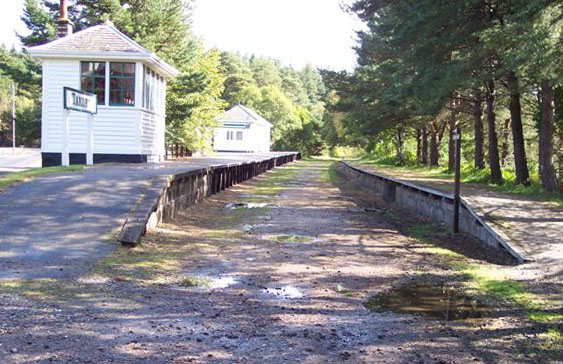
Ehemaliger Bahnhof von Knockando